# Jordi Cuixart
Jordi Cuixart i Navarro (Santa Perpètua de Mogoda, 22 de abril de 1975) é um empresário e ativista político catalão, presidente de Òmnium Cultural desde 19 de dezembro do 2015. Desde 16 de outubro de 2017 está em prisão preventiva à espera de julgamento. É acusado de um suposto delito de rebelião decido ao seu papel durante a manifestação diante da Conselleria de Economia do Governo da Catalunha a 20 de setembro de 2017, em decorrência da Operação Anubis.

## Biografia
Nasceu em Santa Perpétua de Mogoda em 1975, filho de uma talhante murciana e de um mecânico de Badalona, sendo o mais novo de três filhos, e onde viveu até os 30 anos. Entrou em contacto com o catalanismo ainda jovem, em parte graças às visitas à livraria que o seu tio tinha em Santa Perpétua e às tertúlias que este organizava a casa. Durante a sua juventude foi monitor e participou em várias ações de ativismo pela língua catalã. Quando adolescente, estudou formação profissional de mecânica na Escola Industrial de Sabadell.

### Etapa empresarial
Cuixart começou a trabalhar aos 16 anos varrendo uma oficina, numa fábrica de materiais de embalagem e com o passar do tempo começou a ajudar no processo de desenho de maquinaria com Autocad, e aprendeu inglês e francês de maneira autodidata. Posteriormente seria comercial de outra empresa do setor. Foi objetor de consciência ao serviço militar obrigatório e em 1996 tornou-se sócio da Òmnium Cultural, da Amnistia Internacional e das escolas Bressoles.
Com 26 anos passou a ser gerente de uma empresa do setor, e dois anos mais tarde ao não ser aceite uma proposta sua, decidiu criar a sua própria empresa. Em 2003 fundou a Aranow, empresa de maquinaria para fabricar embalagem flexível, da qual é o presidente. Com esta empresa entrou em contacto com o Centro Metalúrgico e posteriormente foi fundador da FemCAT, uma fundação privada de empresários.

### Òmnium Cultural
Em 2010 acedeu à direção da Òmnium Cultural, onde ocupou o cargo de tesoureiro e posteriormente de vice-presidente de Muriel Casals. Um dos objetivos desta equipa era levar a termo novos projetos de coesão social e chegar aos 50.000 sócios. Durante a sua etapa como tesoureiro, a Òmnium renunciou os subsídios da Generalidade da Catalunha.
Em 2015, quando Muriel Casals deixou a presidência para se juntar à candidatura de Juntos pelo Sim, Quim Torra assumiu temporariamente a presidência de forma interina, até que se convocaram eleições. Jordi Cuixart encabeçou então a candidatura única "Òmnium: compromisso com o amanhã", com a qual recebeu um amplo apoio dos sócios da organização, com um total de 5.450 votos de apoio sobre um total de 5.719. Foi nomeado presidente de Òmnium Cultural a 19 de dezembro do 2015. O seu programa como presidente centrou-se em fazer crescer a maioria social soberanista, sempre mantendo um programa onde a língua e a cultura catalãs vertebrassem a coesão social. Desde a Òmnium impulsionou, entre outras, a campanha Lutas Partilhadas, com o qual impulsionava a memória histórica partilhada dos processos de mobilização social que, em diferentes âmbitos e momentos, foram decisivos para tornar o que é hoje Catalunha. Também passou a ser uma das caras visíveis do movimento independentista catalão.
No ano 2017 participou na redação do livro Referendo 2017: a chave que abre a fechadura, onde escreveu o capítulo «Um país de lutas partilhadas».

### Prisão preventiva
Em setembro do 2017 Cuixart foi acusado de sedição pela justiça espanhola, no seguimento das concentrações de protesto após a Operação Anubis. Segundo a Acusação, está acusado, bem como Jordi Sànchez, como representantes da Òmnium Cultural e da Assembleia Nacional Catalã, respetivamente, de organizar manifestações para "proteger" os seus governantes e por tentar "parar a Guardia Civil". A acusação destacou especialmente o seu papel durante a concentração adiante da Conselleria de Economia, mencionando que dois carros da Guardia Civil teriam sido destruídos e que os voluntários destas organizações impediram as tarefas policiais.
Por estes motivos, Carmen Lamela Díaz, magistrada responsável, decretou prisão preventiva sem fiança a 16 de outubro do mesmo ano. A acusação  argumentava que a prisão preventiva para evitar o risco de fuga, de reiteração delitiva e de obstrução da justiça penal. Esta acusação foi duramente criticada e vários meios publicaram provas que contradiziam partes do texto da decisão judicial. Neste contexto Marcel Mauri, vice-presidente da Òmnium, assumiu funções de gestão da organização.
O mesmo Presidente da Generalidade da Catalunha, entre de outras personalidades, bem como associações integrantes da Mesa pela Democracia e a Aliança Livre Europeia consideraram que tanto Cuixart como Jordi Sànchez são presos políticos, e a Amnistia Internacional pediu que fossem colocados em liberdade de forma imediata.
Desde a sua prisão que se realizaram centenas de atos de apoio por todo o território catalão. Na quinta-feira 19 de outubro organizou-se uma concentração com velas na Avenida Diagonal de Barcelona pedindo a sua libertação, onde assistiram 200.000 pessoas segundo a Guarda Urbana. Poucos dias depois, sábado 21, organizou-se uma nova manifestação, desta vez no Passeig de Gràcia (centro de Barcelona), onde segundo a Guarda Urbana se reuniram mais de 450.000 pessoas pedindo a liberdade dos dois ativistas.
No sábado dia 11 de novembro do 2017 organizou-se uma nova manifestação à qual assistiram 750.000 pessoas, segundo a Guarda Urbana. Esta manifestação teve como tema a liberdade dos presos políticos, e desde então realizaram-se centenas de atos por todo o território catalão pedindo a liberdade de todos os acusados relacionados com o processo independentista catalão em prisão preventiva. A 24 de novembro de 2017, o juiz Pablo Llarena ditou uma ata pela qual — depois de solicitar um relatório à juíza Lamela — acumulava a instrução contra os principais líderes independentistas, incluindo Jordi Sànchez e Jordi Cuixart.
Meses depois, em julho de 2018, foi transferido da Prisão de Soto del Real para o Centro Penitenciário de Lledoners. Desde então realizaram-se várias concentrações para dar apoio a Cuixart e ao resto de pessoas em prisão preventiva.
Na prisão começou a praticar ioga e meditação. A 16 de junho de 2018 foi reeleito presidente de Òmnium. Recebeu 28.151 votos dos 28.183 sufrágios emitidos na assembleia da entidade. Em agosto do mesmo ano foi nomeado presidente da Federação Llull, entidade integrada pela Òmnium Cultural, Ação Cultural do País Valenciano e Obra Cultural Balear.
A 1 de fevereiro de 2019 foi novamente transferido à prisão madrilena de Soto del Real num autocarro da Guardia Civil, para se iniciar o Julgamento a 12 de fevereiro. Em várias entrevistas, Cuixart pronunciou-se dizendo que usará o julgamento para acusar o Estado, argumentando "que o Estado decidiu usar a justiça penal para desativar aos seus adversários, neste caso os independentistas".